# Hyottoko
 (avril 2010).
Si vous disposez d'ouvrages ou d'articles de référence ou si vous connaissez des sites web de qualité traitant du thème abordé ici, merci de compléter l'article en donnant les références utiles à sa vérifiabilité et en les liant à la section « Notes et références ».
Hyottoko (火男) semble avoir été un personnage légendaire dans le passé et est maintenant disponible sous la forme d'un masque (voir la liste des masques du théâtre japonais). Certains masques ont des yeux de tailles différentes. Le personnage porte souvent une écharpe blanche à points bleus autour du visage. La bouche est de travers avec deux points rouges.

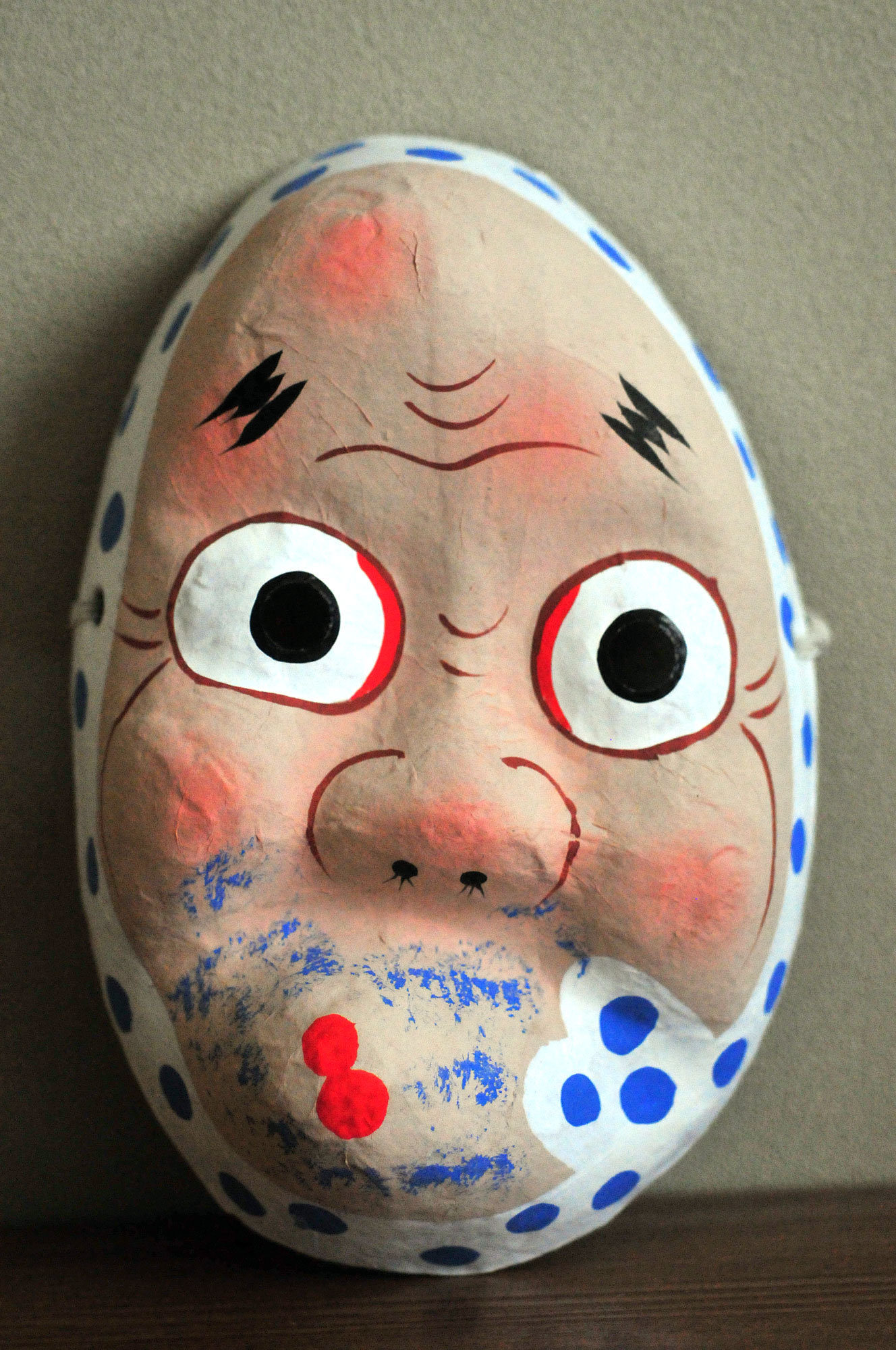
Masque de Hyottoko.

L'origine du nom vient de hi (火, « feu ») et otoko (男, « homme ») car le personnage souffle le feu grâce à une pipe. Les dialectes locaux ont transformé le nom en Hyottoko.

## Histoire
Dans la préfecture d'Iwate, il existe un mythe à propos de l'origine de Hyottoko. Un garçon avec un visage étrange pouvait créer de l'or à partir de son nombril. Lorsqu'une personne de la maison mourait, le masque représentant ce garçon était placé au-dessus de la cheminée afin d'attirer le bon sort. Le nom du garçon était Hyoutokusu (ヒョウトクス).
Il existe des histoires similaires sur l'origine possible du nom mais dans le nord-est du Japon ce personnage est considéré comme le dieu du feu.
Au Japon, il existe une musique populaire connue, Izumoyasugibushi (出雲安来節), comprenant la danse d'un pêcheur avec un panier en bambou ayant la même expression faciale que Hyottoko. Au cours de cette danse, le danseur place une pièce de cinq yens dans son nez (en relation avec le mythe de la préfecture d'Iwate). Izumo est le nom précédent de la préfecture d'Iwate et était connue pour l'industrie du fer. Cette danse faisait partie d'une célébration du feu et de l'acier.
Hyottoko apparaît dans les danses traditionnelles appelées dengaku, associé à un personnage appelé Okame ou Otafuku. Il joue le rôle d'un clown. Dans les fêtes locales du Japon, il est possible de voir la danse humoristique du masque Hyottoko. Une des danses connues se déroule dans la préfecture de Miyagi : Hyuga hyottoko natsumaturi (日向ひょっとこ夏祭り). La danse de Hyotokko prend sa probable origine pendant la  période Edo.

## Manga
Le nom est aussi utilisé dans le manga La Raison d'agir.